# Enrique Hrabina
Enrique Oscar Hrabina (Villa Devoto, Buenos Aires, Argentina, 9 de noviembre de 1961) es un exfutbolista profesional argentino y actualmente director técnico. 
Es ídolo del Club Atlético Boca Juniors (1985-1991) donde jugó 178 partidos, marcó 4 goles y ganó 2 títulos internacionales: La Supercopa Sudamericana 1989 y La Recopa Sudamericana 1990. Durante su época como jugador de Boca, fue apodado El Vikingo por una producción fotográfica de la revista El Gráfico que lo mostraba con esa vestimenta.

## Biografía
Durante su infancia vivió en el barrio de Villa Devoto, Ciudad de Buenos Aires. Allí curso estudios primarios y secundarios. 
Comenzó a jugar baby fútbol a la corta edad de 5 años en el Club Pedro Lozano. Dos años más tarde, el director técnico de esta categoría, Oscar Allegrini, pasó a desempeñarse como director técnico del Club General Lamadrid, y conociendo las buenas condiciones de Hrabina como jugador, lo lleva con él.

## Trayectoria
En 1979, pasó a ser jugador de las divisiones inferiores del Club Atlético Atlanta llevado de la mano del propio Allegrini. En 1983, ganó su primer título como futbolista, la Primera B que le dio el ascenso de Atlanta a primera división, ese mismo año fichó para San Lorenzo de Almagro donde solamente jugó una temporada.
En 1985 comenzó a jugar en Boca Juniors y permaneció en esta institución hasta su retiro definitivo como jugador profesional, habiendo ganado la Supercopa Sudamericana 1989 y la Recopa Sudamericana 1990. Su último partido fue el 22 de diciembre de 1991 frente a Talleres de Córdoba en el Estadio Mario Alberto Kempes.

## Estilo de juego
Se caracterizó siempre por ser un jugador muy aguerrido, proyectándose continuamente por la franja izquierda. Sus hinchas lo recuerdan como un hombre que nunca bajaba los brazos, que jugaba aún lesionado, dejando todo el esfuerzo y sacrificio en el campo de juego.

## Clubes

### Como jugador
| Club         | País      | Año       |
| ------------ | --------- | --------- |
| Atlanta      | Argentina | 1979-1983 |
| San Lorenzo  | Argentina | 1983-1984 |
| Boca Juniors | Argentina | 1985-1992 |

### Como entrenador
| Club                    | País      |
| ----------------------- | --------- |
| Tigre                   | Argentina |
| Almagro                 | Argentina |
| San Telmo               | Argentina |
| Brown de Arrecifes      | Argentina |
| Los Andes               | Argentina |
| San Martín de San Juan  | Argentina |
| Atlético Tucumán        | Argentina |
| Independiente Rivadavia | Argentina |

## Títulos

### Campeonatos nacionales
| Título    | Equipo  | País      | Año  |
| --------- | ------- | --------- | ---- |
| Primera B | Atlanta | Argentina | 1983 |

### Campeonatos internacionales
| Título                 | Equipo       | País       | Año  |
| ---------------------- | ------------ | ---------- | ---- |
| Supercopa Sudamericana | Boca Juniors | Avellaneda | 1989 |
| Recopa Sudamericana    | Boca Juniors | Miami      | 1990 |

## Premios y distinciones
En marzo de 2024 la Legislatura de la Ciudad Autónoma de Buenos Aires lo distinguió Personalidad Destacada de la Ciudad Autónoma de Buenos Aires en el ámbito del deporte.